# Nicolae Xenopol
Nicolae Dimitrie Xenopol (n. 11 septembrie 1858, Iași, Moldova – d. 5 decembrie 1917, Tokyo, Japonia) a fost un critic literar, eseist, om de cultură, diplomat, politician și ministru român, ambasador al României în Japonia. A fost fratele mai mic al istoricului Alexandru Dimitrie Xenopol și, ca și el, membru al societății Junimea. Inițial inspirat de liderul Junimii, Titu Maiorescu, mai târziu Nicolae a fost un disident al "junimismului", un pozitivist și un susținător al realismului literar. Din punct de vedere politic, Xenopol s-a îndepărtat de conservatorism și a îmbrățișat curentul liberal, fiind editorul a două ziare liberale: "Românul" și "Voința Națională". A avut o carieră de succes în politica electorală, care a început în cadrul Partidului Național Liberal și mai târziu a aderat la Partidul Conservator-Democrat. În 1912, el a fost ministru al Comerțului și a contribuit la crearea Academiei de Studii Economice din București.
Xenopol a fost autorul a două romane realiste care critică mediul social al zilelor sale. Campania sa pentru realism și poziția lui pozitivă față de civilizația urbană l-au asmuțit împotriva autorului conservator Mihai Eminescu. Dezbaterea lor violentă din anii 1880 este una dintre cele mai importante momente din cariera de jurnalism cultural al lui Xenopol. Implicarea sa pasională în susținerea cauzei liberale a fost un alt subiect de controversă și, în mai multe rânduri, s-a alăturat colegilor săi din presă.
N. Xenopol a sprijinit implicarea României în Primul Război Mondial alături de Puterile Antantei. El a murit în timpul misiunii sale finale, fiind primul ambasador al României în Japonia.

## Biografie

### Primii ani
Frații Xenopol aveau origini străine: tatăl lor, cunoscut la nivel local ca Dimitrie (și probabil născut Xenopoulos), era un protestant britanic și grec care s-a stabilit în portul Galați și s-a convertit la ortodoxism. Potrivit unor surse diferite, printre care memorialistul junimist Iacob Negruzzi și istoricului literar George Călinescu, el poate fi greco-evreu. Dimitrie a deschis calea pentru cariera politică, literară și diplomatică a fiului său: el a fost  dragoman pentru misiunea prusacă în Moldova, tutore al copiilor familiei Rosetti, manager de pensiune și gardian de închisoare. Mama lui Xenopol, născută Vasiliu, avea origini greco-române.
Nicolae s-a născut în capitala Moldovei, Iași, și a fost unul din cei șase copii ai lui Dimitrie: avea doi frați (Alexandru și Filip, viitorul arhitect) și trei surori. A absolvit învățământul secundar la Iași. În 1877, a fost afiliat la Junimea, o societate literară conservatoare fondată de Maiorescu, Petre P. Carp, Iacob Negruzzi și alți bărbați moldoveni de litere. Membrii clubului au răspuns la căutarea sa pentru afirmare și i-au acordat bani pentru a studia în străinătate. După ce a absolvit Universitatea din Paris, și-a luat diploma de doctor în drept la Universitatea din Liège..  În timpul studenției Xenopol s-a întâlnit și s-a împrietenit cu alți tineri studenți români, inclusiv cu viitorul dramaturg și director de teatru Alexandru Davila. Cum subvenția primită nu-i acoperea toate nevoile, a lucrat în cea mai mare parte a facultății și, pentru un timp, a renunțat, încercând să se angajeze în Forțele Terestre Române sau concentrându-se pe scrierea romanului său, "Brazi și putregai".
Xenopol și-a făcut debutul ca romancier cu lucrarea umoristică "Păsurile unui american în România", serializată de Junimea în revista Convorbiri Literare la sfârșitul anului 1879 până la mijlocul anului 1880. Brazi și putregai first saw print as a series in the Junimist tribune Timpul (1880).
În 1882, N. Xenopol s-a îndepărtat de Junimea și, după cum au observat junimiștii, s-a apropiat de protejatul lui Maiorescu, Ion Luca Caragiale, pentru a i se alătura în politica anti-conservatoare. La acea vreme a fost implicat în ziarul Românul, un purtător de cuvânt al liberalismului de stânga, și a devenit principalul său editor. Lucrând sub conducerea șefului liberal C. A. Rosetti, a fost secondat pentru un timp de Constantin Bacalbașa, care a venit de la gazeta liberală Telegraful. Cronicile lui Xenopol din Românul au pledat pentru o literatură realistă, capabilă să descrie conflictul de clasă - pentru Xenopol, modelul de urmat a fost tânărul romancier din Transilvania, Ioan Slavici. Un alt autor foarte apreciat de Xenopol a fost junimistul Nicolae Gane: atât Xenopol cât și fostul său patron Maiorescu au crezut că scurtele povestiri ale lui Gane au stabilit standardul pentru un nou limbaj literar.
Xenopol a cerut ca romanele lui Slavici să fie studiate de alți scriitori și apoi să fie folosite pentru a crea o literatură urbană, complet modernă. Stâlpul poeticii junimiste, Mihai Eminescu, a răspuns la acest argument cu un articol virulent, care a identificat teoriile lui Xenopol cu cosmopolitismul și înstrăinarea. Inițial copleșit de tonul lui Eminescu,  Xenopol a replicat usturător  în Telegraful (aprilie 1882), unde s-a pus accentul pe originea etnică a lui Eminescu. Potrivit istoricului literar Constantin Cubleșan: "Din punct de vedere politic, [Xenopol] a devenit cunoscut drept adversarul Junimii, scriind neobișnuit de violente împotriva membrilor săi, cu un limbaj grosolan și degradant".

### PNL șiVoința Națională
În scurt timp, Xenopol a fost afiliat la Partidul Național Liberal (PNL), în timp ce Junimea devenise o fracțiune interioară a grupului conservator. Pentru o vreme, în 1884, a fost șef al Bibliotecii Publice din București. În 1885, prim-ministrul liberal Ion Brătianu l-a numit pe Xenopol secretarul său personal. De asemenea, Xenopol l-a întâmpinat pe economistul belgian Émile Louis Victor de Laveleye, aranjându-i o întâlnire cu C. A. Rosetti.
Această perioadă a marcat începutul unui alt conflict deschis între Xenopol și junimiști: primul a preluat funcția de editor la oficiosul liberal "Voința Națională" și a început să publice eseuri denunțând înapoierea ideologiei junimiste. În octombrie 1886, Xenopol s-a situat alături de adversarii marxiști ai Junimii și a permis liderului marxist Constantin Dobrogeanu-Gherea să publice articole anti-Maiorescu în "Voința Națională". El a colectat astfel de articole, adăugându-le pe ale sale, în broșura "Contrazicerile d-lui T. Maiorescu". În anul 1885, Xenopol a dirijat campania antisemită împotriva Alianței Israelite Universale, cu articole nesemnate care ar fi putut sau nu fi scrise de Caragiale.
O altă țintă pentru atacurile lui Xenopol a fost și fostul său coleg de la "Românul", Constantin Bacalbașa. Acesta din urmă a cerut satisfacție pentru afirmațiile 
făcute despre el în "Voința Națională", iar cei doi jurnaliști s-au duelat la hipodromul de la Băneasa. Înțelegerea a fost ca învinsul să fie declarat cel care sângerează primul: lama lui Bacalbașa a atins degetul lui Xenopol, iar Xenopol a admis înfrângerea.  Mai târziu în acel an, "Voința Națională" și-a concentrat atenția pe ziarul conservator "Epoca". Ca urmare, Xenopol a fost agresat fizic la el acasă de doi redactori conservatori de la "Epoca", Nicolae Filipescu și A. A. Balș (fiul marelui boier moldovean), fiind nevoit să folosească revolverul și să cheme autoritățile - Filipescu și Balș au fost judecați și condamnați însă după trei luni au fost grațiați.
Activitățile lui N. Xenopol au atins și alte domenii. El și compozitorul bucovinean Ciprian Porumbescu, au scris o corală, "Erna", publicată de societatea muzicală Armonia în 1885. În același an, a ținut o conferință la Ateneul Român din București. Conferința sa, publicată ca broșură în cursul anului, a fost o satiră a politicii românești și a purtat titlul "Hatârul".
N. Xenopol s-a căsătorit în 1887 cu fiica prefectului de Mehedinți, Băicoianu. În 1891, tânărul autor a strâns articolele sale satirice într-un singur volum, "Cronici glumețe"; "Păsurile unui american în România" a fost publicat pentru prima dată ca volum în anul următor. Încă liberal, Xenopol a fost ales pentru prima dată în Adunarea Deputaților în timpul alegerilor din 1895 și și-a păstrat locul pentru mai multe mandate, înainte de a se muta într-o poziție similară în Senat. A fost membru în toate legislaturile succesive până în 1917.
N. Xenopol s-a întors la jurnalism în 1904, când a fondat o revistă în limba franceză, Le Mouvement Economique ("Mișcarea Economică"), condusă de el  până în 1915. În 1906, a părăsit PNL și s-a alăturat Partidului Conservator. A făcut parte din delegația cabinetului conservator al lui Gheorghe Grigore Cantacuzino care a negociat un nou acord comercial între Regatul României și Republica Franceză. Bine privit de superiorii săi, mai târziu a fost negociator român al tratatelor economice cu Imperiul Otoman și cu Austro-Ungaria.

### Partidul Conservator-Democrat și "Țară Nouă"
În ianuarie 1908, Xenopol s-a afiliat unui grup care s-a desprins din Conservatori și a devenit Partidul Conservator-Democrat (PCD) avându-l ca lider pe Take Ionescu. Mai târziu în acel an, analiza sa asupra reformei funciare din România a fost publicată de Österreichische Rundschau în Austro-Ungaria. De asemenea, Xenopol a devenit ofițer al Legiunii de Onoare a Republicii Franceze. Conferința sa pe subiectele economice românești i-a adus o expunere internațională: în mai 1910, a prezentat-o la Paris, invitat de "Revue Générale des Sciences".
În 1911, Xenopol s-a alăturat fratelui său Alexandru și criticului Mihail Dragomirescu în editarea revistei "Țară Nouă". Revista a găzduit contribuții ale unor scriitori apreciați, precum I. Dragoslav, Victor Eftimiu, Leon Feraru, Corneliu Moldovan, Cincinat Pavelescu și Elena Văcărescu. Deși a primit contribuții din partea a numeroase cadre universitare din România și a depus eforturi deosebite pentru a ajunge la publicul transilvănean, în cele din urmă "Țară Nouă" și-a încetat apariția în 1912. În paralel, meritele lui în calitate de economist au fost recunoscute pe plan internațional și a devenit membru al Société d'Economie Politique din Franța.
Nicolae și Alexandru Xenopol s-au implicat atât în agitația naționalistă a cauzei românilor din Transilvania, cât și din alte regiuni ale Austro-Ungariei. În 1911, unele dintre cărțile lor au fost cenzurate în Transilvania și au fost confiscate de către jandarmii maghiari. În același an, în luna mai, N. Xenopol a fost invitat în calitate de martor expert în procesul dintre academicianul antisemitic A. C. Cuza și avocatul Emil Socor. Xenopol ar fi trebuit să depună mărturie dacă Socor avea dreptul să-l numească pe Cuza plagiator, dar s-a autorecuzat.
Cariera politică a lui N. Xenopol a atins punctul culminant în 1912. În acel an, după ce PNL și PCD au răsturnat premierul conservator-junimist Petre P. Carp, iar Maiorescu a format o alianță de guvernare cu Take Ionescu, Xenopol s-a alăturat administrației. Ionescu, Constantin Dissescu, Alexandru Bădărău și Xenopol, care a preluat Ministerul Comerțului, au fost cei patru miniștri PCD din cabinetul lui Maiorescu. În perioada în care a fost ministru s-au adoptat unele legi de muncă majore, prin care s-au structurat profesiile, s-au reglementat sindicatele (inclusiv Camera Funcționarilor Publici) și a prevăzut compensarea muncitorilor. Realizarea sa majoră a fost crearea Academiei de Studii Economice, independentă de sistemul universitar. Caracterul neregulat și numirile de personal ale guvernului au fost destul de controversate, iar politicile lui Xenopol au fost criticate în presa românească din anii 1910.
Xenopol a fost interesat de deschiderea de noi piețe pentru produsele românești, dar a favorizat interesele economice ale Franței față de cele ale Germaniei.  În mai 1913, Xenopol a vizitat Regatul Italiei încercând să sporească cota investițiilor italiene în România (conform propriilor sale estimări, Italia era al cincilea exportator în România). În ultimele zile ale anului 1913, Maiorescu a înaintat demisia guvernului, deschizând calea pentru o nouă administrație națională liberală; el a fost ultimul premier conservator.

### Primul Război Mondial, diplomația și decesul
Începutul Primului Război Mondial a reinițiat cariera lui Nicolae Xenopol. Ca și alți membri ai PCD și PNL și ca și fratele său istoric, el și-a exprimat convingerea că România ar trebui să renunțe la neutralitate și să se alăture națiunilor Antante. Adversitatea lor era îndreptată spre Austro-Ungaria și Forțele Centrale, iar speranța lor era că această înțelegere va ajuta România să anexeze Transilvania. N. Xenopol a fost invitat la cea mai importantă adunare pro-Antanta la începutul lunii octombrie 1915, unde a fost prezent și Take Ionescu. S-a alăturat unui grup iredentist trans-partid numit "Federația Unionistă", prezidat de fostul său inamic conservator Nicolae Filipescu, cu Ionescu vicepreședinte. Xenopol și-a amintit că unul dintre membrii obișnuiți, activistul poet transilvănean Octavian Goga, era "inteligent și harnic", dar de onestitate dubioasă.
În 1916, Xenopol s-a întors la publicarea unui studiu în limba franceză, La Richesse de la Roumanie ("Bogăția României"). A fost, de fapt, o condamnare a atașamentului României față de Germania și Austro-Ungaria, începând cu acordurile comerciale bilaterale din anii 1870. Xenopol a susținut că importurile din Austro-Ungaria au distrus ramuri ale economiei românești, cum ar fi industria încălțămintei și că Germania a sabotat exportul de bovine românești; el a susținut, de asemenea, că austriecii munceau pentru a forța România să devină un vasal, ca parte a unui Zollverein din Balcani.
Federația lui Filipescu s-a dizolvat în septembrie 1916, la scurt timp după ce România a încheiat un acord cu Antanta. În discursul său de închidere, Filipescu a salutat declarația de război ca fiind zorile unei Românii Mari.
La 13 septembrie 1917 regele Ferdinand I al României semnează decretul de numire a lui Nicolae Xenopol ca ministru plenipotențiar la Tokyo. A fost primul ambasador al României la Tokio și momentul a reprezentat stabilirea relațiilor diplomatice dintre cele două țări. Pleacă spre Japonia din Iași prin Rusia, la sfârșitul lunii septembrie, însoțit de soția Felicia și de un secretar particular. Ajuns în capitala Țării Soarelui Răsare la 28 octombrie, se stabilește la Hotel Imperial. La scurt timp după depunerea scrisorilor de acreditare în fața împăratului Yosishito (19 noiembrie) recidivează o boală mai veche de rinichi și Xenopol moare la 18 decembrie, în ciuda eforturilor medicilor japonezi. A fost înhumat în sectorul rezervat înalților demnitari japonezi în cimitirul Aoyama din Tokyo.
În 1920, în timpul vizitei în Japonia, principele Carol a depus o coroană de flori la mormântul său. La solicitarea ministrului de externe Take Ionescu, este deshumat și repatriat. La 18 mai 1921 este reînhumat la Cimitirul Bellu din București.